# Dân Huyền
Dân Huyền (sinh ngày 20 tháng 10 năm 1938) là một nhạc sĩ thuộc dòng nhạc dân ca và nhạc đỏ người Việt Nam, đồng thời ông cũng là một nhà báo. Ông được biết đến qua một số ca khúc như Gửi anh một khúc dân ca, Bên lăng Bác Hồ, Lắng tiếng quê hương,...
Ông được khen tặng Huân chương Kháng chiến hạng Nhất vì những đóng góp cho nền âm nhạc nước nhà và nhiều huy chương khác.

## Tiểu sử
Dân Huyền tên thật là Phạm Ngọc Dần, quê ở làng Xuân Nha, xã Hưng Nhân (hiện là Châu Nhân), huyện Hưng Nguyên, tỉnh Nghệ An.
Thuở nhỏ ông học trong chủng viện xứ Xã Đoài, Nghệ An về lý thuyết âm nhạc, chơi đàn,... Năm 1954, Dân Huyền chuyển về đoàn Văn công liên khu 4 với vị trí nhạc công, rồi về công tác tại Ty Văn hoá Nghệ An vào năm 1957. Năm 1959, ông ra Hà Nội học Trường Tuyên huấn Trung ương, sau đó làm cán bộ văn nghệ ở Nhà máy Ô tô 1/5. Từ năm 1967, ông công tác tại Ban âm nhạc, sau được phân công làm trưởng phòng "Dân ca và nhạc cổ truyền”, Đài Tiếng nói Việt Nam. Ông nghỉ hưu vào năm 2001.

## Tác phẩm
- Anh sẽ đưa em bay vào vũ trụ
- Bác để tình thương cho chúng con
- Bên lăng Bác Hồ (1974)
- Bông hoa Hồng Chiêm (1979)
- Cánh cụt cánh què
- Cẩm Xuyên cung đàn mới (1990)
- Câu nhớ gửi người thương
- Có lẽ nào anh đã đi xa
- Con tem chiến sĩ (1971)
- Con thuyền Việt Nam vững vàng lướt tới
- Cung đàn tuổi xanh
- Chiến sĩ biên phòng với ngựa ô
- Duyên quan họ
- Duyên và số
- Đảng ta hoa của muôn nhà
- Đêm Anh Sơn khúc tâm tình
- Đêm Sài Gòn nghe vọng cổ
- Đêm trăng Sầm Sơn
- Điện Biên giữa lòng Hà Nội
- Điện Biên vành hoa đỏ
- Đóa hoa thơm
- Đồng đội tôi nơi biên thùy
- Em hát anh nghe điệu lý quê nhà
- Gửi anh một khúc dân ca
- Giọng hò quê ta
- Hai tiếng Điện Biên
- Hành quân qua đất Lam Hồng
- Hạt giống đỏ nảy mầm xuân
- Khúc hát tâm tình
- Lắng tiếng quê hương
- Mùa xuân Quy Nhơn, mùa xuân Bình Định
- Người Đảng viên số một
- Nhịp cầu âm thanh giao duyên
- Nhớ hội Làng Sen
- Nhớ thuở Hùng Vương
- Như đỉnh núi Hoàng Liên Sơn
- Những vành hoa bên đài liệt sĩ
- Phong thư sông Lam
- Tiếng hát quê Thanh
- Thành phố đỏ, thành phố xanh
- Vãn cảnh chùa Hương
- Về chùa Trầm nhớ Bác
- Xuân mới học kỳ mới